# Richard Dietrich (Historiker)
Richard Dietrich (* 2. Januar 1909 in Freiberg in Sachsen; † 1993) war ein deutscher Historiker.
Richard Dietrich, Sohn von Adelgunde Dietrich, geborene Heisterbergk (eine Nachfahrin des Hannoverschen Vizekanzlers Jacobus Lampadius, der als Vertreter beim Westfälischen Friedenskongress wirkte, und des Chemikers Wilhelm August Lampadius), und des Oberregierungsrats Johannes Dietrich, besuchte das Gymnasium Albertinum in Freiberg. Anschließend studierte er Geschichtswissenschaft mit Philosophie, Germanistik und Geographie an den Universitäten Kiel, Leipzig und Berlin. Er wurde 1933 bei Fritz Hartung an der Universität Berlin zum Doktor der Philosophie promoviert. Von 1933 bis 1938 arbeitete er dann als freier Wissenschaftler. Er erhielt in den Jahren 1936/1937 Stipendien der Notgemeinschaft der Deutschen Wissenschaft für ein Forschungsprojekt über das Königreich Sachsen in den Jahren von 1866 bis 1879. Von 1938 bis 1945 war er wissenschaftlicher Sachbearbeiter bei der Kriegsgeschichtlichen Abteilung der Luftwaffe und der Archivkommission des Auswärtigen Amtes.
Nach dem Zweiten Weltkrieg war Dietrich von 1945 bis 1947 als Tutor und Lehrbeauftragter an der Universität Hamburg tätig, von 1947 bis 1948 als Lehrer. 1948 wurde er Lehrbeauftragter am Fachbereich Geschichtswissenschaften an der Freien Universität Berlin. Dietrich habilitierte sich 1953 in Berlin, wurde im selben Jahr Privatdozent und wirkte an der FU Berlin ab 1959 als außerplanmäßiger Professor für Neuere Geschichte (Verfassungs- und Verwaltungsgeschichte) bis zu seinem Ruhestand 1974. Er war unter anderem Mitglied der Vereinigung für Verfassungsgeschichte. Zudem war er Mitarbeiter bei der Erstellung zahlreicher Lehrbücher für den Geschichtsunterricht.
Richard Dietrich war evangelisch, verheiratet mit Ilse Dietrich, geborene Kassow, lebte in Kassel und hatte einen Sohn (Eberhard Dietrich).

## Schriften (Auswahl)
- als Bearbeiter: Die politischen Testamente der Hohenzollern. Böhlau, Köln/Wien 1986, ISBN 3-412-02383-3.
- als Hrsg.: Die Städte Brandenburgs im 16. Jahrhundert. Das Städtewesen Sachsen um die Wende vom Mittelalter zur Neuzeit. Linz 1980.
- als Hrsg.: Europa und der Norddeutsche Bund. Haude und Spenersche Verlagsbuchhandlung, Berlin 1967.
- Kleine Geschichte Preußens. Haude und Spenersche Verlagsbuchhandlung, Berlin 1966.
- als Hrsg.: Historische Theorie und Geschichtsforschung der Gegenwart. De Gruyter, Berlin 1964.
- als Hrsg.: Preußen. Epochen und Probleme seiner Geschichte. De Gruyter, Berlin 1964.
- als Hrsg.: Berlin. 9 Kapitel seiner Geschichte. De Gruyter, Berlin 1960.
- Untersuchungen zum Frühkapitalismus im mitteldeutschen Erzbergbau und Metallhandel. 1958/1960.
- als Hrsg. mit Gerhard Oestreich: Forschungen zu Staat und Verfassung. Festgabe für Fritz Hartung. Duncker & Humblot, Berlin 1958.
- mit Gerhart Bürck: Weltgeschichte im Aufriß. Arbeits- und Quellenbuch. Bd. 2: Vom Frankenreich bis zum Ende des absolutistischen Zeitalters. Diesterweg, Frankfurt am Main 1954.
- Föderalismus oder Hegemonialstaat. Studien zur Bismarckschen Reichsverfassung. Teil 1: Grundlagen. Habil.-Schrift, Berlin 1953.
- Die Tripolis-Krise 1911/12 und die Erneuerung des Dreibundes 1912 (Ein Beitrag zur allgemeinen Politik der Vorkriegsjahre). Triltsch, Würzburg 1933.